# Kavadarci
Kavadarci városa az azonos nevű község székhelye Észak-Macedóniában.

## Népesség
Kavadarci városának 2002-ben 29 188 lakosa volt, melyből 28 354 macedón (97,1%), 368 cigány, 159 szerb, 151 török, 22 vlach, 4 bosnyák, 2 albán és 128 egyéb nemzetiségű.
Kavadarci községnek 2002-ben 38 741 lakosa volt, melyből 37 499 macedón (96,8%), 679 cigány, 218 szerb, 167 török és 178 egyéb nemzetiségű.

## A községhez tartozó települések
- Kavadarci
- Begniste
- Bojancsiste
- Bohula
- Brusani
- Bunarcse
- Vatasa
- Vozarci
- Galiste
- Garnikovo
- Glisity (Kavadarci)
- Gorna Bosava
- Grbovec
- Dabniste
- Dobrotino
- Dolna Bosava
- Dragozsel
- Dradnya
- Drenovo (Kavadarci)
- Klinovo
- Konopiste (Kavadarci
- Kosani
- Krnyevo (Kavadarci)
- Kumanicsevo
- Majden
- Marena (Kavadarci)
- Mrezsicsko
- Pravednik
- Radnya (Kavadarci)
- Rajec (Kavadarci)
- Reszava (Kavadarci)
- Rozsden
- Rzsanovo (Kavadarci)
- Szopot (Kavadarci)
- Sztragovo
- Keszendre
- Faris
- Csemerszko
- Seskovo
- Sivec